# Arvicanthis rufinus
Arvicanthis rufinus (Temminck, 1853) è un roditore della famiglia dei Muridi diffuso nell'Africa occidentale.

## Descrizione

### Dimensioni
Roditore di medie dimensioni, con la lunghezza della testa e del corpo tra 115 e 177 mm, la lunghezza della coda tra 127 e 146 mm, la lunghezza del piede tra 29 e 38 mm, la lunghezza delle orecchie tra 16 e 24 mm e un peso fino a 168 g.

### Aspetto
Le parti superiori sono grigio-brunastre, cosparse di peli con la punta giallo-crema e con dei riflessi rossastri sul fondo schiena, mentre le parti ventrali variano dal bianco al grigiastro. La testa è tronca e il muso è corto. Le orecchie sono arrotondate e rossastre. Le zampe sono giallo-brunastre. La coda è più corta della testa e del corpo, cosparsa densamente di peli, nerastra sopra, giallo-brunastra sotto. Le femmine hanno un paio di mammelle pettorali e due paia inguinali. Il cariotipo è 2n=62 FN=76.

## Biologia

### Comportamento
È una specie terricola.

## Distribuzione e habitat
Questa specie è diffusa nella Guinea meridionale, Sierra Leone, Liberia, Costa d'Avorio, Ghana, Togo, Benin, Burkina Faso e Mali meridionali e Nigeria occidentale
Vive nelle Savane umide. È comune nelle aree agricole

## Conservazione
La IUCN Red List, considerato che questa specie è largamente diffusa, numerosa e presente in ambienti modificati, classifica A.rufinus come specie a rischio minimo (Least Concern).